# Berliner Fußballmeisterschaft 1928/29
Die Berliner Fußballmeisterschaft 1928/29 war die achtzehnte unter dem Verband Brandenburgischer Ballspielvereine (VBB) ausgetragene Berliner Fußballmeisterschaft. Die Meisterschaft wurde in dieser Saison in zwei Gruppen zu mit zehn Mannschaften im Rundenturnier mit Hin- und Rückspiel ausgetragen. Die beiden Gruppensieger spielten dann im Finale um die Berliner Fußballmeisterschaft. Am Ende konnte Hertha BSC erneut das Finale gegen den Berliner Tennis-Club Borussia gewinnen und wurde zum achten Mal Berliner Fußballmeister. Mit diesem Sieg qualifizierte sich der Verein für die deutsche Fußballmeisterschaft 1928/29, bei der die Herthaner nach Siegen über den SC Preußen Zaborze, den FC Schalke 04 und den 1. FC Nürnberg zum vierten Mal hintereinander das Finale erreichten. Durch die 2:3-Niederlage im Finale gegen die SpVgg Fürth verloren die Herthaner jedoch auch zum vierten Mal hintereinander das Finale. Der Berliner Tennis-Club Borussia war als Berliner Vizemeister ebenfalls für die deutsche Fußballmeisterschaft qualifiziert und erreichte wie im Vorjahr das Viertelfinale. Nachdem die Berliner im Achtelfinale den FC Titania Stettin mit 3:2 nach Verlängerung schlugen konnten, war im Viertelfinale der 1. FC Nürnberg zu stark, die Berliner verloren 1:3.

## Gruppe A
| Pl. | Verein                     | Sp. | S  | U | N  | Tore    | Quote | Punkte |
| --- | -------------------------- | --- | -- | - | -- | ------- | ----- | ------ |
| 1.  | Hertha BSC (M) (P)         | 18  | 14 | 2 | 2  | 086:270 | 3,19  | 30:60  |
| 2.  | SC Wacker Tegel            | 18  | 12 | 0 | 6  | 058:470 | 1,23  | 24:12  |
| 3.  | SV Norden-Nordwest         | 18  | 9  | 4 | 5  | 050:380 | 1,32  | 22:14  |
| 4.  | Minerva 93 Berlin          | 18  | 9  | 2 | 7  | 065:460 | 1,41  | 20:16  |
| 5.  | 1. FC Neukölln             | 18  | 8  | 1 | 9  | 044:540 | 0,81  | 17:19  |
| 6.  | Neuköllner FC Südstern (N) | 18  | 6  | 3 | 9  | 051:560 | 0,91  | 15:21  |
| 7.  | Adlershofer BC (N)         | 18  | 7  | 1 | 10 | 050:550 | 0,91  | 15:21  |
| 8.  | BFC Kickers 1900           | 18  | 4  | 7 | 7  | 038:430 | 0,88  | 15:21  |
| 9.  | BFC Alemannia 90           | 18  | 7  | 1 | 10 | 025:530 | 0,47  | 15:21  |
| 10. | SC Tasmania Neukölln       | 18  | 2  | 3 | 13 | 024:720 | 0,33  | 07:29  |

| (M) | Titelverteidiger          |
| (P) | Berliner Pokalsieger 1929 |
| (N) | Aufsteiger                |

## Gruppe B
| Pl. | Verein                        | Sp. | S  | U | N  | Tore    | Quote | Punkte |
| --- | ----------------------------- | --- | -- | - | -- | ------- | ----- | ------ |
| 1.  | Berliner Tennis-Club Borussia | 18  | 14 | 2 | 2  | 063:310 | 2,03  | 30:60  |
| 2.  | BTuFC Viktoria 1889           | 18  | 10 | 3 | 5  | 050:280 | 1,79  | 23:13  |
| 3.  | Berliner SV 1892              | 18  | 9  | 5 | 4  | 066:460 | 1,43  | 23:13  |
| 4.  | Spandauer SV                  | 18  | 9  | 3 | 6  | 035:400 | 0,88  | 21:15  |
| 5.  | SC Union Oberschöneweide      | 18  | 9  | 2 | 7  | 051:400 | 1,28  | 20:16  |
| 6.  | BFC Preußen                   | 18  | 9  | 1 | 8  | 047:510 | 0,92  | 19:17  |
| 7.  | BV 06 Luckenwalde             | 18  | 7  | 3 | 8  | 043:360 | 1,19  | 17:19  |
| 8.  | Weißenseer FC                 | 18  | 5  | 2 | 11 | 035:460 | 0,76  | 12:24  |
| 9.  | SC Alemannia Haselhorst (N)   | 18  | 4  | 2 | 12 | 040:750 | 0,53  | 10:26  |
| 10. | SC Charlottenburg (N)         | 18  | 2  | 1 | 15 | 021:580 | 0,36  | 05:31  |

| (N) | Aufsteiger |

## Finale Berliner Fußballmeisterschaft
Das Hinspiel fand am 7. April 1929, das Rückspiel am 14. April 1929 und das Entscheidungsspiel am 26. Mai 1929 statt.
|                                                        | Gesamt |                                     | Hinspiel | Rückspiel | Entscheidung |
| ------------------------------------------------------ | ------ | ----------------------------------- | -------- | --------- | ------------ |
| Berliner Tennis-Club Borussia (Gruppensieger Gruppe B) | 4:7    | Hertha BSC (Gruppensieger Gruppe A) | 0:1      | 2:1       | 2:5          |